# Jaszczurka zwinka
Jaszczurka zwinka (Lacerta agilis) – gatunek jaszczurki z rodziny jaszczurkowatych (Lacertidae). Występuje niemal w całej Europie, w tym na terenie całej Polski i jest najczęściej występującym gadem na terenie kraju. Preferuje siedliska położone na nizinach. To gatunek heliotermiczny. Długość ciała wynosi przeważnie 11 cm, z ogonem całkowita długość ciała może wynosić do 28 cm w rejonach Europy Wschodniej. Samiec w okresie godowym jest jaskrawo zielony na swym ciele, aczkolwiek – w uogólnieniu – ubarwienie tych gadów jest bardzo różne. Zwinka potrafi w obliczu zagrożenia odrzucić swój ogon, który później odrasta. Długość życia wynosi 3 lub 4 lat. Formalnie wyróżnia się 11 podgatunków, jednakże ich klasyfikacja jest dyskusyjna; w Polsce stwierdzono obecność 3 z nich. IUCN uznaje jaszczurkę zwinkę za gatunek najmniejszej troski (LC).

## Taksonomia

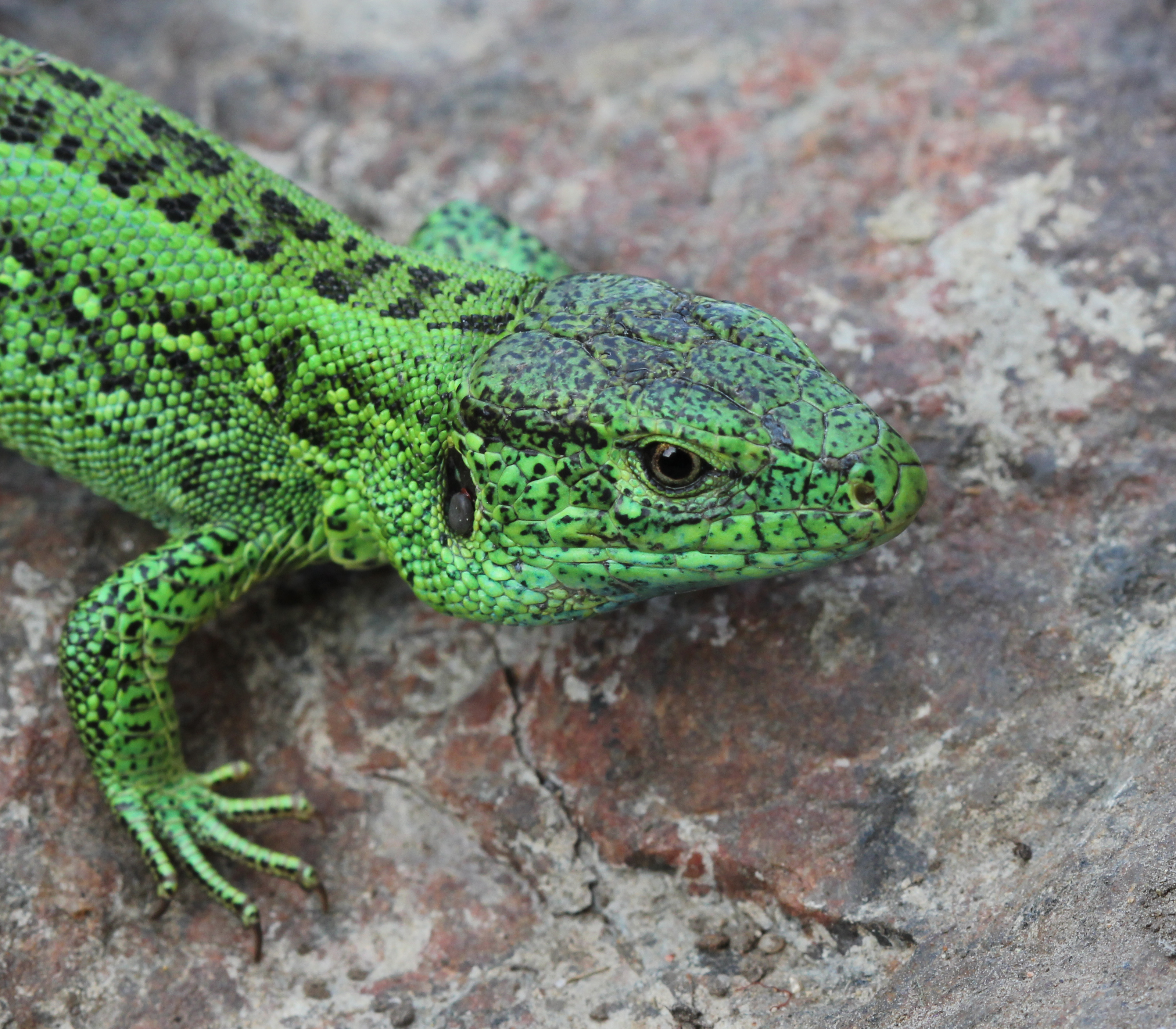
Po raz pierwszy zwinka została opisana naukowo przez Karola Linneusza w 1758 roku.

Gatunek ten po raz pierwszy zgodnie z zasadami nazewnictwa binominalnego opisał Karol Linneusz w 1758 roku w 10. wydaniu Systema Naturae. Klasyfikowany do rodziny jaszczurkowatych (Lacertidae).
Opisano kilkanaście podgatunków tego gada, ale akceptowanych jest 9 lub 11. Podgatunek L. a. boemica bywa uznawany za odrębny gatunek, gdyż jest wyraźnie odrębny genetycznie. Podgatunki L. a. exigua, L. a. brevicaudata oraz L. a. grusinica są tak do siebie podobne, że morfologicznie bardzo trudno je rozróżnić. Podobnie jest w przypadku podgatunku nominatywnego (L. a. agilis) oraz L. a. argus. Bischoff uważał, że na terenie całej Polski występuje L. a. argus, teorię tę poparli Maślak i in. (2010). Rahmel czy Kalyabina kwestionowali status tego podtaksonu, gdyż jest on od nominatywnego praktycznie nieodróżnialny. Andreas i in. (2015) wykazali odrębność genetycznych linii; jaszczurki z zachodniej Europy, do których przypisywano L. a. agilis należą tak naprawdę do grupy argus, a tam, gdzie wskazano przynależność do podgatunku argus, w rzeczywistości należą do linii agilis. Serwis internetowy Reptile Database wyróżnia 11 podgatunków zwinki: 
- Lacerta agilis agilis Linnaeus, 1758
- Lacerta agilis argus (Laurenti, 1768)
- Lacerta agilis boemica Suchow, 1929
- Lacerta agilis bosnica Schreiber, 1912
- Lacerta agilis brevicaudata Peters, 1958
- Lacerta agilis chersonensis Andrzejowski, 1832
- Lacerta agilis exigua Eichwald, 1831
- Lacerta agilis grusinica Peters, 1960
- Lacerta agilis ioriensis Peters & Muskhelischwili, 1968
- Lacerta agilis mzymtensis Tuniyev & Tuniyev, 2008
- Lacerta agilis tauridica Suchow, 1926

### Etymologia
- Lacerta: łac. lacerta „jaszczurka”[16].
- agilis: łac. agilis „zwinny, aktywny”, od agere „wprawić w ruch”[17].

## Występowanie i siedlisko
Zwinka występuje na większości kontynentu europejskiego poza jego południowymi i zachodnimi krańcami. Na zachodzie granicą jej zasięgu jest środkowa Francja. Na północy spotkać ją można nawet w środkowej części Półwyspu Skandynawskiego, jest nieliczna w Wielkiej Brytanii. Wschodnia granica zasięgu biegnie przez środkową Rosję. Gatunek występuje również w Turcji. Brak jej we Włoszech, Hiszpanii, południowo-zachodniej Francji oraz na Półwyspie Bałkańskim. W Polsce jest spotykana do 1200 m, zwykle jednak niżej, do 900 m. W bułgarskich górach Riła jest spotykana do 2500 m, w Alpach występuje do wysokości 1500 m, a w Grecji do 2000 m. 
Jest najczęściej występującym gadem na terenie kraju. Zwinka preferuje siedliska nizinne. Najczęściej można ją spotkać na murawach, terenach kamienistych, rumowiskach skalnych, zasiedla też siedliska ruderalne i ogrody działkowe, parki, wrzosowiska, nasypy kolejowe, zakrzaczone i zadrzewione łąki (patrz: ekologia). Stwierdzana jest w lasach sosnowych, mieszanych i na innych terenach położonych blisko muraw. Zwinka jest gatunkiem heliotermicznym.
W Polsce poza dwoma podgatunkami (argus i agilis) stwierdzono także podgatunek L. a. chersonensis, który występuje w północno-wschodniej części Polski.

## Morfologia

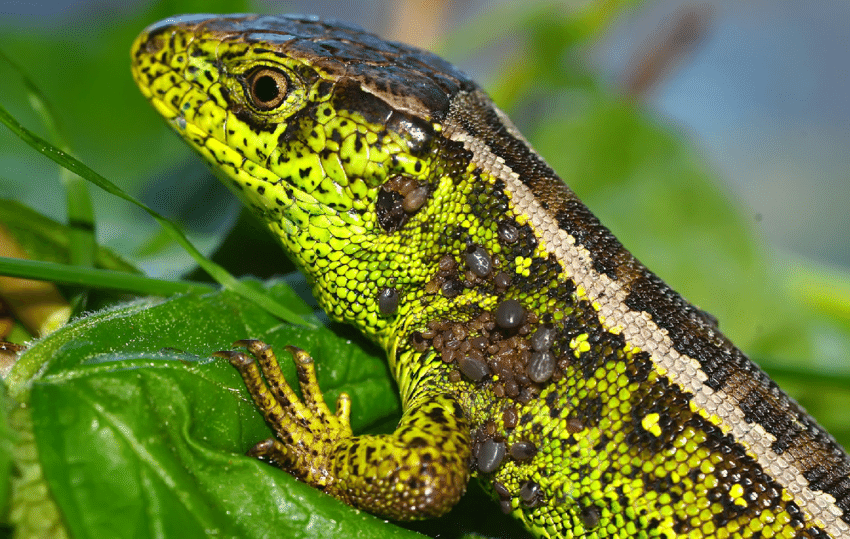
Pasożytnictwo dokonane przez kleszcze

Maksymalna długość ciała samca z nieuszkodzonym ogonem w Polsce dochodzi od 20 do 23,5 cm, ale w Europie Wschodniej dochodzi nawet do 28 cm. Długość tułowia i głowy bez ogona wynosi około 11 cm.
Jaszczurka zwinka jest jednym z czterech gatunków jaszczurek występujących na terenie Polski. Jest też jedną z najbarwniejszych w kraju. Jej masywne ciało pokrywają ściśle do siebie przylegające łuski. Na grzbiecie są one mniejsze i szorstkie, brzuch zaś pokrywają większe i gładkie. Na głowie ma regularnie ułożone tarczki. Głowa jest krótsza, lecz większa niż u jaszczurki żyworódki. Jej ogon jest nieco dłuższy od tułowia, ale i tak jest krótszy niż u innych jaszczurek. W sytuacji zagrożenia zostaje odrzucony dla odwrócenia uwagi drapieżnika, zachowanie to nazywane jest autotomią. Z czasem ogon odrasta do pierwotnej długości. Otwory uszne znajdują się z tyłu głowy i są łatwo zauważalne. Kończyny jaszczurki są silnie umięśnione, a palce długie, zakończone pazurkami. Samca można odróżnić po zielonkawym podbrzuszu, czasem nakrapianym drobnymi plamkami, podczas gdy samica ma szary lub kremowy spód ciała. W okresie godowym, czyli w maju, samce przybierają intensywną zieloną barwę. Ubarwienie tych gadów jest bardzo różne. Najczęściej grzbietem biegnie szeroka pręga, często przecinana drobnymi plamkami, chociaż można też spotkać osobniki bez niej. Po bokach ciała biegną jeszcze dwie pręgi z brązowo-czarnych plam. Czasem można spotkać osobniki o jednolitym brązowym kolorze, choć są one dosyć rzadkie. Młode zwinki po wykluciu się, podobnie jak młode innych jaszczurek, są znacznie ciemniejsze niż osobniki dorosłe. Długość życia wynosi ok. 3–4 lat. Maksymalny wiek u tej jaszczurki to 6 lat. Polscy badacze zaobserwowali u jaszczurki zwinki oraz żyworódki rozdwojenie ogona tj. posiadały dwa ogony. Najprawdopodobniej jest to anomalia spowodowana odrzuceniem „dawnego” ogona.

## Ekologia

### Pożywienie

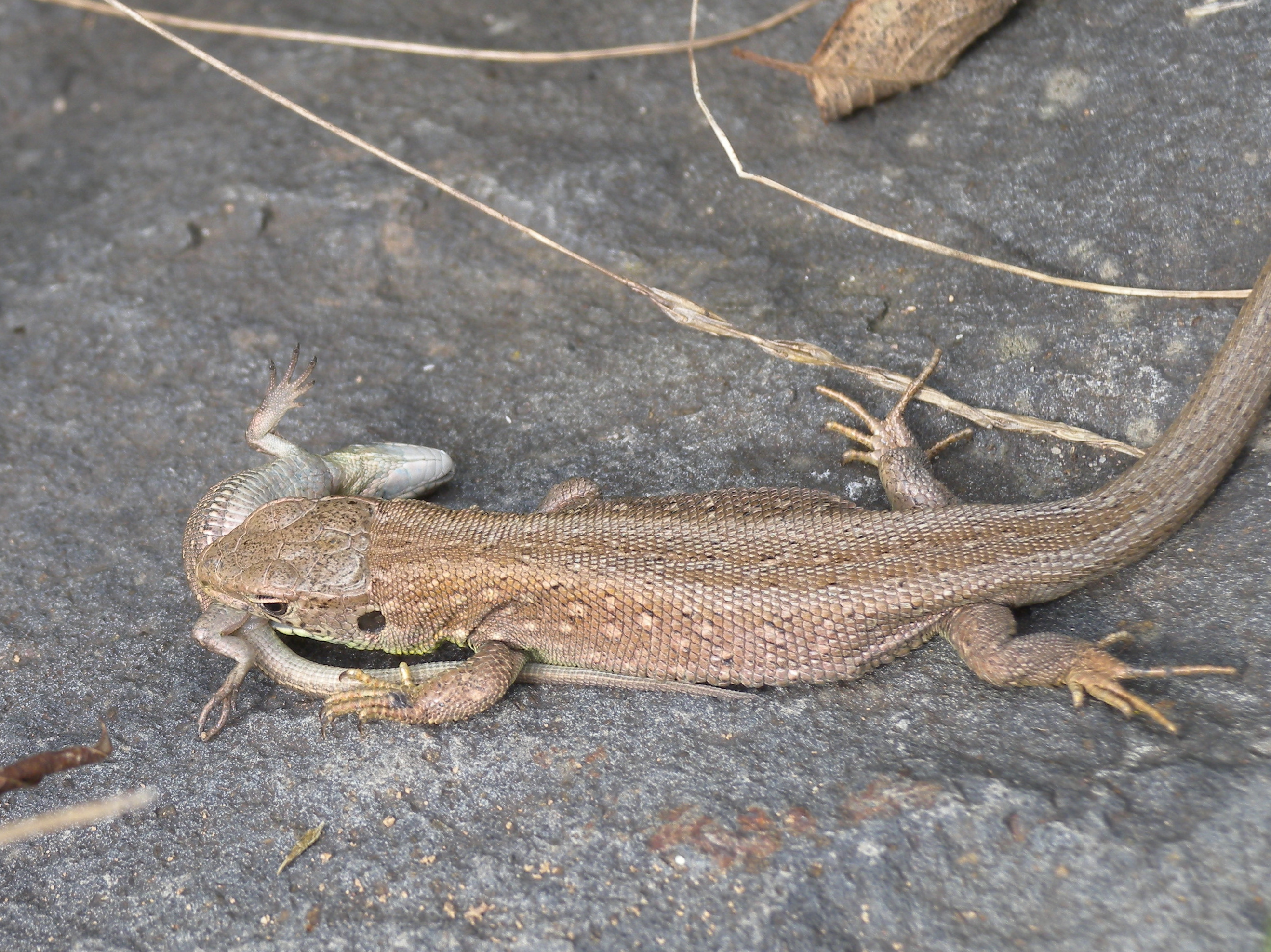
Niektóre osobniki chętnie polują na młode swego i innych gatunków jaszczurek

Najczęstszym łupem tego gada padają bezkręgowce. W Rosji dokładnie zbadano żołądki jaszczurek i wydaje się, że jaszczurki w 100% odżywiają owadami. W żołądkach znajdowano szczątki owadów z rzędów: Coleoptera, rzadziej z kolei Lepidoptera, Hymenoptera czy Diptera. Niektóre spożywane insekty przez zwinkę były zdolne do lotu, trujące lub wydzielające substancje odstraszające (jak te np. u chrząszczy). U rosyjskich osobników stwierdzono też w diecie nasiona i ich pozostałości, liście, fragmenty kwiatów itp.; te same badania udowodniły, że jaszczurki zwinki połykają małe kamienie, będące prawdopodobnie gastrolitami. W skład diety spośród innych bezkręgowców można wymienić pająki, wije oraz ślimaki. Zdarza się też, że L. agilis pożywia się gąsienicami, stonogami (Oniscidea), dżdżownicami czy małymi żabami, a nawet może się ona okazać kanibalem, pożerając młode własnego gatunku, bądź innych jaszczurek. Małe ofiary połyka, większe zaś chwyta pyskiem i energicznie nimi potrząsa, bądź uderza nimi o ziemię. Badania przeprowadzone w Alpach, polegające na zbadaniu kału jaszczurek pokazują, że młode osobniki preferują zjadać jeden rodzaj pokarmu, podobnie jak samce, ale samice odżywiają się także innymi typami pokarmów. Mimo to z badań wynika, że to dorosłe osobniki mają bardziej zróżnicowaną dietę od młodych. Badania także dowiodły, że jaszczurki te unikają mrówek (Formicidae). Są to oportuniści, polujący głównie z zasadzki. Często polują na terenach bogatych w zakrzewienia oraz małe drzewa takich gatunków, jak Salix alba, Salix eleagnos, Salix purpurea i Betula alba. 

### Tryb życia
Jaszczurki te są aktywne za dnia. Lubią wygrzewać się rankiem na słońcu, co zwierzętom zmiennocieplnym jest potrzebne do prawidłowego funkcjonowania organizmu. Wygrzewają się rano, by po południu polować w niskiej trawie. Gdy temperatura przekracza 40 °C, chowają się do wykopanych przez siebie norek. Wieczorem wracają do swoich kryjówek, gdzie spędzają noc. Są terytorialne, bronią terytoriów, na których spędzają czasem całe życie. Jednak według badań Mattsa Olsona jest inaczej – jaszczurki, w szczególności samice w okresie godów, nie są zbytnio agresywne, często wiele samic ma nory blisko siebie. Jaszczurki te zaczynają hibernować w październiku, a wybudzają się w marcu lub kwietniu. Zwinki kopią nory do 5 cm pod ziemią. Robią wiele rozgałęzień, aby zmylić polujące na nie drapieżniki, lecz tylko główny korytarz jest zamieszkany przez jaszczurkę. Gady te kopią nory długie na prawie 8 m, najczęściej pod krzewami. Co kilka tygodni zmieniają nory, aby uchronić się przed niebezpieczeństwami.

### Rozród

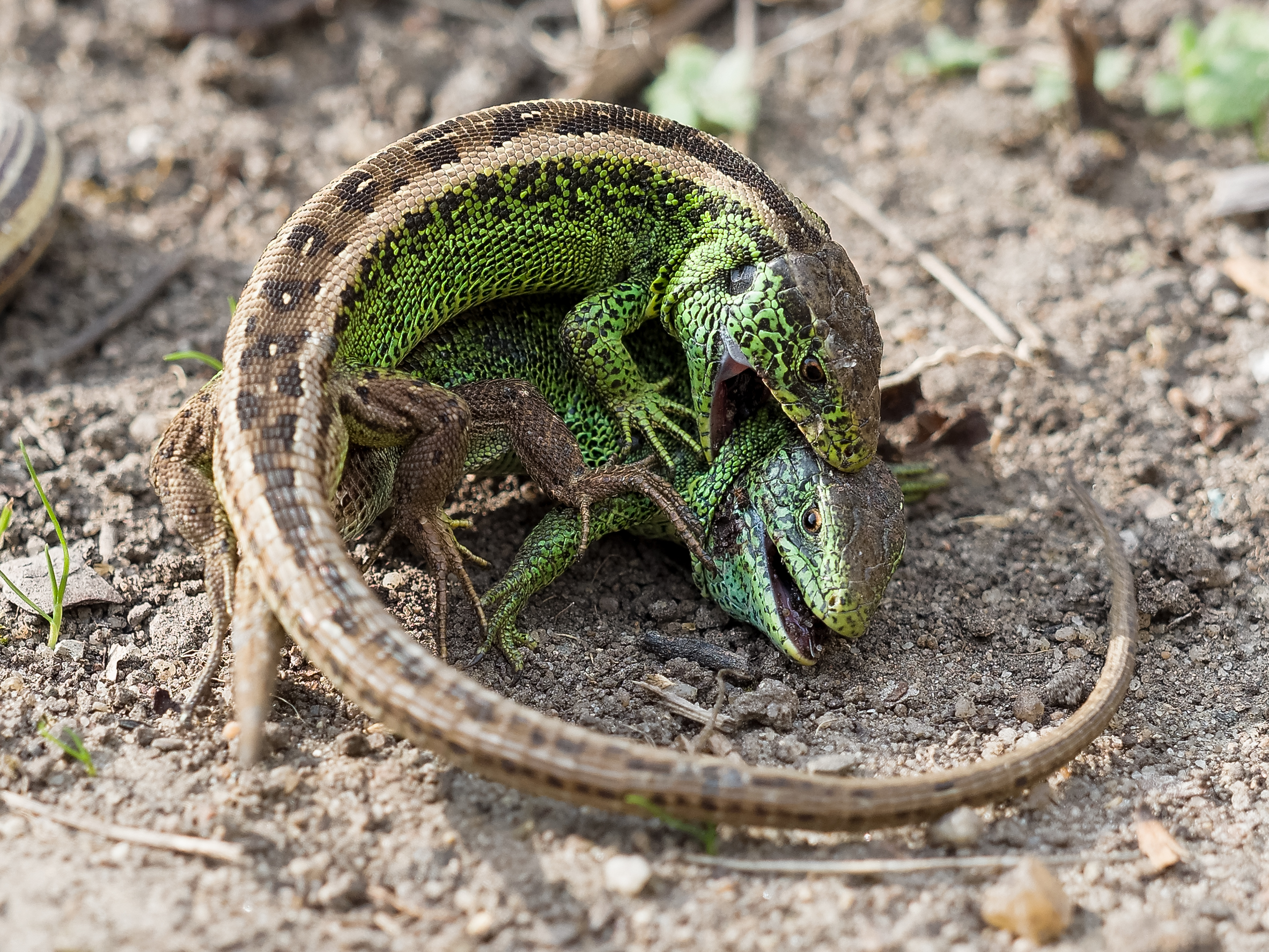
Walka samców

Okres godowy trwa od kwietnia do czerwca, z największą intensywnością w maju. W tym okresie samce przybierają jaskrawozielone barwy i toczą walki w obecności samic, o prawo do kopulacji. Walka polega na łapaniu się za gardła, pyski lub inne części ciała, i próbowaniu swoich sił. W przeciwieństwie do samic samce są bardzo agresywne. Intensywne kolory mają pokazać, że samiec jest zdrowy i gotowy do przekazania swoich genów. W okresie godów praktykuje on poligamię, łączy się z jak największą liczbą samic. Przed współżyciem samiec podgryza samicę w okolicy nasady ogona i boków ciała. Po kilku tygodniach samica, wykopawszy norkę, składa w niej od 5 do 15, maksymalnie 18 jaj. Do ich wyklucia się konieczne jest zachowanie odpowiedniej wilgotności. Jak u większości gadów samica nie zajmuje się młodymi. Małe jaszczurki wylęgają się po około 6–8 tygodniach, na przełomie sierpnia i września, i mają ok. 5,5–6,5 cm długości. Są jednolicie brązowe z licznymi małymi plamkami po bokach ciała.

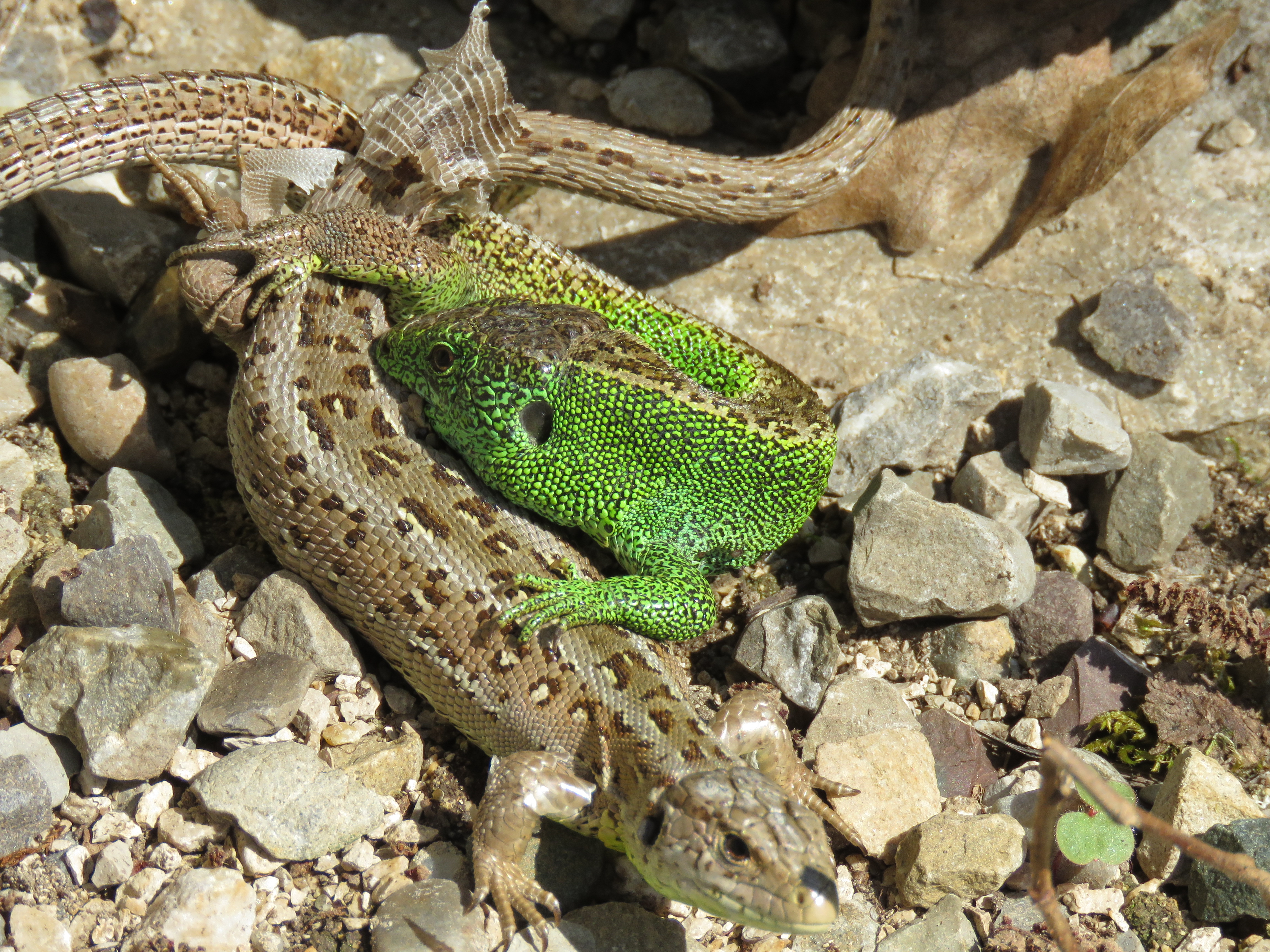
Uchwycony moment kopulacji

### Pasożyty i drapieżnictwo
Chociaż zwinka jest najpospolitszym gadem w Polsce, jej liczebność na niektórych obszarach znacznie się zmniejszyła z powodu urbanizacji i zanikania naturalnych siedlisk. Jaszczurki te mają również wielu wrogów naturalnych, takich jak węże, ptaki drapieżne, łasice, borsuki i inne średniej wielkości ssaki. Blanke i Fearnley wymieniają 38 gatunków ptaków oraz 12 gatunków ssaków polujących na tego gada.
Na gadach tych pasożytują przywry, tasiemce (szczególnie ich larwy), nicienie, roztocze, kleszcze z gatunku Ixodes ricinus, bakterie Anaplasmataceae oraz Borrelia burgdorferi. Niektóre pasożyty, jak Plagiorchis mentulatus, Metaplagiorchis molini i Ophionyssus saurarum pasożytują wyłącznie na L. agilis, zaś Rhabdiasfus covenosa zaobserwowano także na innych polskich gadach. Larwy tasiemców i nicieni były znajdowane w ścianach jelit, a dorosłe formy w przewodzie pokarmowym. Według badań Majláthová et al. w Polsce jaszczurek zarażonych bakterią Borrelia burgdorferi wywołującą boreliozę jest najmniej, a najwięcej na Słowacji.

## Status
Międzynarodowa Unia Ochrony Przyrody (IUCN) uznaje jaszczurkę zwinkę za gatunek najmniejszej troski (LC – Least Concern). Liczebność światowej populacji nie jest znana; w dogodnych siedliskach jest to gatunek pospolity. Trend liczebności populacji uznawany jest za stabilny. Gatunek ujęty jest w załączniku IV dyrektywy siedliskowej, który zobowiązuje wszystkie państwa Unii Europejskiej do objęcia go ochroną gatunkową, w tym zapewnienia ochrony miejsc rozrodu i odpoczynku. Na terenie Polski gatunek jest objęty częściową ochroną. Gatunkowi zagrażają drapieżniki, degradacja siedlisk oraz ich zarastanie, a także powodzie. Dawniej jaszczurki były chętnie hodowane, ze względu na efektowne ubarwienie samców.